# Justian
Justian ist eine französische Gemeinde mit 107 Einwohnern (Stand: 1. Januar 2022) im Département Gers in der Region Okzitanien. Sie gehört zum Arrondissement Auch und zum Gemeindeverband  Artagnan de Fezensac. Die Einwohner nennen sich Justianais.

## Geografie
Die Gemeinde Justian liegt in der Landschaft Armagnac am Fluss Osse, etwa 34 Kilometer nordwestlich von Auch und 60 Kilometer südsüdwestlich von Agen. Die Gemeinde besteht aus mehreren kleinen Dörfern, Weilern und Einzelhöfen. Der Weiler Justian mit der Mairie liegt relativ zentral. Die Dorfkirche Saint-Maurice befindet sich im Weiler Le Presbytère. Weitere Dörfer in der Gemeinde sind Le Bourdieu, Gillet als größtes Dorf, Tichanéron, Randé, Le Prat, Les Communs, Camp du Bosc, Lassalle, Castay, Labat, Lasserre, Las Tachouères, Hourton, Picas, Mahé, Lassénat und Courrouscau. Das Gelände im Gemeindegebiet ist durch sanfte Hügel geprägt. Westlich der Osse bestimmt ein Wechsel von Äckern, Hecken und Weiden die Landschaft, in den Hügeln östlich des Osse-Flusstals wird Wein angebaut. Ganz im Osten der Gemeinde findet sich ein kleiner Waldrest. Umgeben wird Justian von den Nachbargemeinden Roques im Norden, Bezolles im Osten, Vic-Fezensac im Südosten, Mourède im Süden und Südwesten, Lannepax im Westen (Berührungspunkt) sowie Courrensan im Nordwesten.

## Bevölkerungsentwicklung
| Jahr                       | 1962 | 1968 | 1975 | 1982 | 1990 | 1999 | 2011 | 2021 |
| -------------------------- | ---- | ---- | ---- | ---- | ---- | ---- | ---- | ---- |
| Einwohner                  | 120  | 92   | 78   | 100  | 100  | 93   | 102  | 112  |
| Quellen: Cassini und INSEE |      |      |      |      |      |      |      |      |

In den Jahren 1841 und 1846 wurde mit je 333 Bewohnern die bisher höchsten Einwohnerzahlen ermittelt. Die Zahlen basieren auf den Daten von cassini.ehess und INSEE.

## Sehenswürdigkeiten
- Kirche Saint-Maurice
- Flurkreuze

## Wirtschaft und Infrastruktur
In der landwirtschaftlich geprägten Gemeinde Justian werden Weine produziert, die für die Herstellung des Weinbrandes Armagnac zugelassen sind. Neben einem Winzerbetrieb im Ortsteil Camp de Bosc gibt es in Justian 13 Landwirtschaftsbetriebe, die sich auf den Anbau von Getreide und Ölsaaten spezialisiert haben.
Nach Justian führen Départementsstraßen aus Vic-Fezensac, Eauze, Gondrin und über Mouchan nach Condom. In der 55 Kilometer westlich gelegenen Stadt Aire-sur-l’Adour besteht ein Anschluss an die Autoroute A65. Der Bahnhof in der 34 Kilometer entfernten Stadt Auch bietet Verbindungen nach Toulouse, Eauze, Vic-en-Bigorre und Bon-Encontre.

## Belege
1. ↑  Justian auf cassini.ehess.fr
2. ↑  Justian auf insee.fr
3. ↑  Landwirtschaftsbetriebe auf annuaire-mairie.fr